# Мальцев, Николай Владимирович
Николай Владимирович Мальцев (1891—1941) — исполняющий обязанности управляющего Центральным архивным управлением СССР и временно исполняющий должность начальника Главного архивного управления (ГАУ) НКВД СССР.

## Биография
В 1901 семья переехала в Тюмень. Учился в реальном училище. С 1906 продолжал образование в Казанском реальном училище, где примкнул к социал-демократическому движению. Член РСДРП с 1908, большевик. Весной 1909 арестован и выслан в Вологодскую губернию. Ссылку отбывал в Вельске, затем до 1911 в Вологде. Входил в состав Вологодского комитета РСДРП. После ссылки учился на медицинском факультете Московского университета, работал в психиатрической лечебнице. В 1915 арестован и осуждён на год заключения в крепость. В 1917 призван в армию.
После Октябрьской революции переехал в Петроград, где занимался врачебной деятельностью, организацией советских органов здравоохранения. Летом 1918 начальник санитарного отдела на Восточном фронте, с 1919 заведующий губздравотделом в Казани. Позднее возглавлял органы здравоохранения в Сибири, Крыму, работал в Наркомздраве РСФСР.
В 1927—1934 являлся членом Центральной Контрольной Комиссии ВКП(б). В 1927 старший инспектор народного комиссариата рабоче-крестьянской инспекции СССР, с 1930 по февраль 1934 член партколлегии ЦКК ВКП(б). 
Делегат с совещательным голосом от ЦКК  XVI партконференции (23-29.4.1929) и XVI съезда ВКП(б) (26.06-13.07 1930).
30 января - 4 февраля 1932 года представлял ЦКК как делегат с совещательным голосом на 17-й конференции партии. 26 января - 10 февраля 1934 года был делегатом с совещательным голосом от ЦКК на XVII съезде ВКП(б). С февраля 1934 заместитель управляющего центрального архивного управления (ЦАУ) при ЦИК СССР. После увольнения и последующего ареста Я. А. Берзина с декабря 1937 по апрель 1939 исполняющий обязанности управляющего ЦАУ СССР (с 1938 временно исполняющий должность начальника ГАУ НКВД СССР).
В апреле 1939 был переведён на должность заведующего медицинской частью Управления санаториев специального назначения народного комиссариата здравоохранения СССР.
В июле 1941 ушёл добровольцем на фронт Великой Отечественной войны, став начальником санитарной службы 39-го полка, и погиб в том же году.